# Hiraea cujabensis
Hiraea cujabensis är en tvåhjärtbladig växtart som först beskrevs av August Heinrich Rudolf Grisebach, och fick sitt nu gällande namn av August Heinrich Rudolf Grisebach. Hiraea cujabensis ingår i släktet Hiraea och familjen Malpighiaceae. Inga underarter finns listade i Catalogue of Life.